# Buck Sydnor
Wallace Browder "Buck" Sydnor (19 de septiembre de 1921-17 de septiembre de 2003) fue un jugador y entrenador de baloncesto estadounidense que disputó una temporada en la BAA. Con 1,78 metros de estatura, jugaba en la posición de base.

## Trayectoria deportiva

### Universidad
Jugó durante su etapa universiaria con los Hilltoppers de la Universidad de Kentucky Occidental, siendo junto a Virgil Vaughn y John Mills los primeros jugadores de dicha institución en llegar a jugar en la BAA o la NBA.

### Profesional
En 1946 fichó por los Chicago Stags de la recién creada BAA, con los que disputó quince partidos, promediando 1,0 puntos.

#### Estadísticas en la BAA

##### Temporada regular
| Temporada | Edad | Equipo        | Liga | Pos. | P  | TIT | MIN | TC  | TCA | %TC  | 3P | 3PA | %3P | TL  | TLA | %TL  | R.OF. | R.DEF. | REB | ASIS | ROB | TAP | PER | FP  | PTS |
| 1946-47   | 25   | Chicago Stags | BAA  |      | 15 |     |     | 0.3 | 1.7 | .192 |    |     |     | 0.3 | 0.7 | .500 |       |        |     | 0.0  |     |     |     | 0.4 | 1.0 |
| Total     |      |               | BAA  |      | 15 |     |     | 0.3 | 1.7 | .192 |    |     |     | 0.3 | 0.7 | .500 |       |        |     | 0.0  |     |     |     | 0.4 | 1.0 |

### Entrenador
Durante once temporadas, entre los años 1964-1971 y 1972-1976, fue entrenador asistente de los Western Kentucky Hilltoppers.